# Tha Carter IV
 Der er for få eller ingen kildehenvisninger i denne artikel, hvilket er et problem. Du kan hjælpe ved at angive troværdige kilder til de påstande, som fremføres i artiklen.

"Tha Carter IV" er rapperen Lil Wayne's niende studiealbum, den blev udgivet den 29. august. Lil Wayne begyndte allerede, at indspille albummet kort tid efter hans 6. studiealbum Tha Carter III. I den første uge solgte "Tha Carter IV" 964.000 eksemplarer i USA.

## Singler
Den første single udkom den 16. December 2010, ved navn "6 Foot 7 Foot".
Albummet's 2. single "John" udkom 24. marts 2011.
Den tredje single hedder "How To Love" den udkom 31. maj 2011. "How To Love" var den mest succesfulde single i albummet.
Den fjerde single hedder "She Will" med Drake, den udkom den 12. august 2011.

## Spor
| 1.    | "Intro"                                           | Willy Will                                    | 2:52 |
| 2.    | "Blunt Blowin'"                                   | DVLP                                          | 5:12 |
| 3.    | "MegaMan"                                         | MegaMan                                       | 3:18 |
| 4.    | "6 Foot 7 Foot (feat. Cory Gunz)"                 | Mr. Bangladesh                                | 4:08 |
| 5.    | "Nightmares of the Bottom"                        | Snizzy Kenoe                                  | 4:41 |
| 6.    | "She Will (feat. Drake)"                          | T-Minus                                       | 5:05 |
| 7.    | "How to Hate (feat. T-Pain)"                      | Young Fyre                                    | 4:38 |
| 8.    | "Interlude (feat. Tech N9ne)"                     | Willy Will                                    | 2:01 |
| 9.    | "John (feat. Rick Ross)"                          | Polow Da Don Rob Holladay                     | 4:47 |
| 10.   | "Abortion"                                        | The Commission                                | 3:43 |
| 11.   | "So Special (feat. John Legend)"                  | Cool & Dre                                    | 3:52 |
| 12.   | "How to Love"                                     | Detail                                        | 4:00 |
| 13.   | "President Carter"                                | Angel Onhel Aponte Christopher Allen Infamous | 4:15 |
| 14.   | "It's Good (feat. Drake and Jadakiss)"            | Cool & Dre                                    | 4:01 |
| 15.   | "Outro (feat. Bun B, Nas, Shyne, & Busta Rhymes)" | Willy Will                                    | 3:52 |
| 60:25 |                                                   |                                               |      |

Deluxe versionen inkludere:
- 'I Like the View',
- 'Mirror' (feat. Bruno Mars),
- 'Two Shots'.